# Ripidius pectinicornis
Ripidius pectinicornis är en skalbaggsart som beskrevs av Carl Peter Thunberg 1806. Ripidius pectinicornis ingår i släktet Rhipidius, och familjen kamhornsbaggar. Arten har ej påträffats i Sverige.